# Douglas DC-2
Douglas DC-2 är ett tvåmotorigt transport- och passagerarflygplan, tillverkat av amerikanska bolaget Douglas Aircraft Corporation. Dess största konkurrent var Boeing 247. Från år 1935 började Douglas tillverka en större version som kallades DC-3, detta blev ett av de mest framgångsrika flygplanen i historien.

## Tillkomst

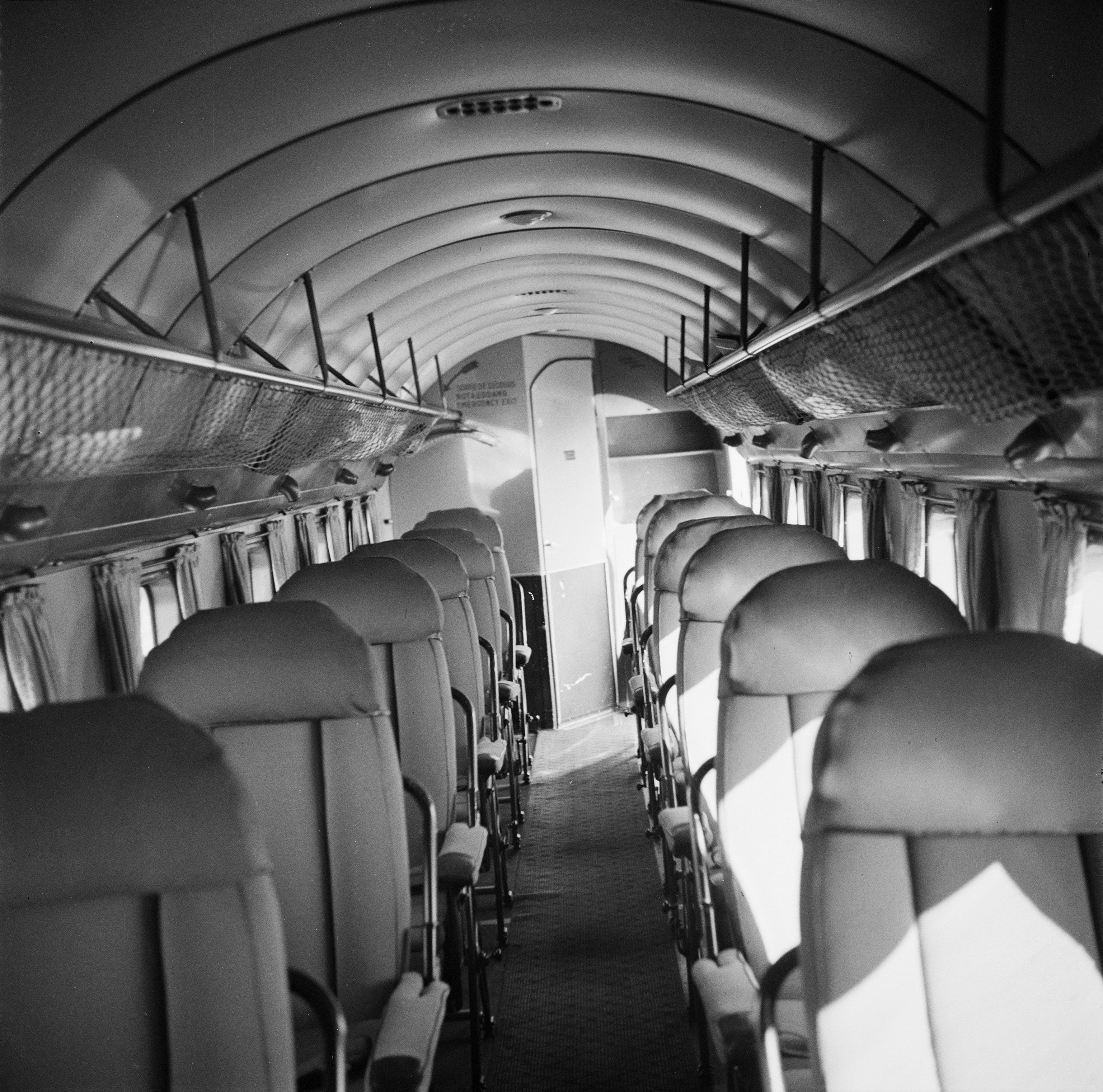
Kabin

I början av 1930-talet fanns det ett ökande intresse hos de amerikanska flygbolagen för moderna helmetallsplan, som en ersättning för de äldre träplanen. Flygbolaget Transcontinental and Western Airlines, senare känt som Trans World Airlines (TWA), hade uttryckt ett önskemål om en sådan flygplanstyp. En modell, Boeing 247, hade redan tagits fram, men Boeing hade ett kontrakt med flygbolaget United Airlines, som tog alla deras resurser, och hade små möjligheter att leverera planet till andra köpare. Douglas var intresserad av en affär med TWA, och framställde en prototyp, DC-1, med plats för 12 passagerare. Emellertid beslutade Douglas i samråd med TWA att förlänga DC-1 med 61 cm (2"), vilket ökade passagerarantalet till 14. Den nya modellen kom att kallas DC-2, och flög för första gången den 11 maj 1934.

## Användning
TWA beställde direkt 20 flygplan, och inom kort inkom beställningar från de flesta av USA:s flygtransportbolag. Även utländska bolag, som det nederländska KLM och det australienska bolaget Australian National Airways köpte planet. 198 plan framställdes fram till det att produktionen upphörde 1936, då den nya modellen DC-3 tog över.
DC-2 utnyttjades även militärt: Ett 60-tal av de framställda planen användes av USA:s militärmakt.